# 向井原車站
向井原站（日语：／ Mukaibara eki */?）是位於日本愛媛縣伊予市伊予市大字市場，隸屬於四國旅客鐵道（JR四國）予讚線的鐵路車站。予讚線由本站起一分為二，分岔成靠海的舊線，以及靠內陸的新線。而兩條路線自此平行前進直到伊予大洲車站處才併回一線。

## 車站結構
本站自開站起便是採用通勤簡易車站模式，不設站房，最初期因未興建新線，所以車站仍舊位於地面，但當連接至內子線開始興建時，為着同時令鐵道高速化，車站便改成為架空車站，並在「向之原交差點」的北方加設了前往上方的水泥樓梯。
值得一提是，現時車站所在地標示為「伊予市大字市場」，但車站入口及候車亭卻是位於「伊予市大字中村」，月台則橫跨了兩個大字區域，有可能是原先的車站座落於大字市場一方，不過高架化後亦未有按慣常以車站出入口座落的位置而更改。

### 月台配置
雖然作為新線和舊線的交匯點，交通量較以往增加，但是配置上仍然是單線區域，亦只設有側式月台1座，為列車不可以交會車站，長度達140米，有效長度達7輛，其中在中央部份設有一個有蓋式候車亭及並設的月台上蓋，設有一張木製長候車櫈、以及一排八張獨立式塑膠座椅。另外，也放置了顯示行車資訊的LED顯示屏，上蓋長度約為20米，剛好可容納1輛編成的普通列車停靠。而樓梯口部份亦設有一個細小的上蓋。但是，本站並沒有設置簡易式自動售票機，乘客須在列車上取整理劵。
| 路線                     | 方向 | 目的地                       | 備註                     |
| ------------------------ | ---- | ---------------------------- | ------------------------ |
| ■予讚線                  | 上行 | 伊予市、松山方向             | 1班只往伊予市            |
| ■予讚線                  | 下行 | 伊予大洲、八幡濱、宇和島方向 | 大部份以伊予大洲為終點站 |
| ■予讚線 （有愛伊予灘線） | 上行 | 伊予市、松山方向             | 2班只往伊予市            |
| ■予讚線 （有愛伊予灘線） | 下行 | 伊予大洲、八幡濱、宇和島方向 | 大部份以八幡濱為終點站   |

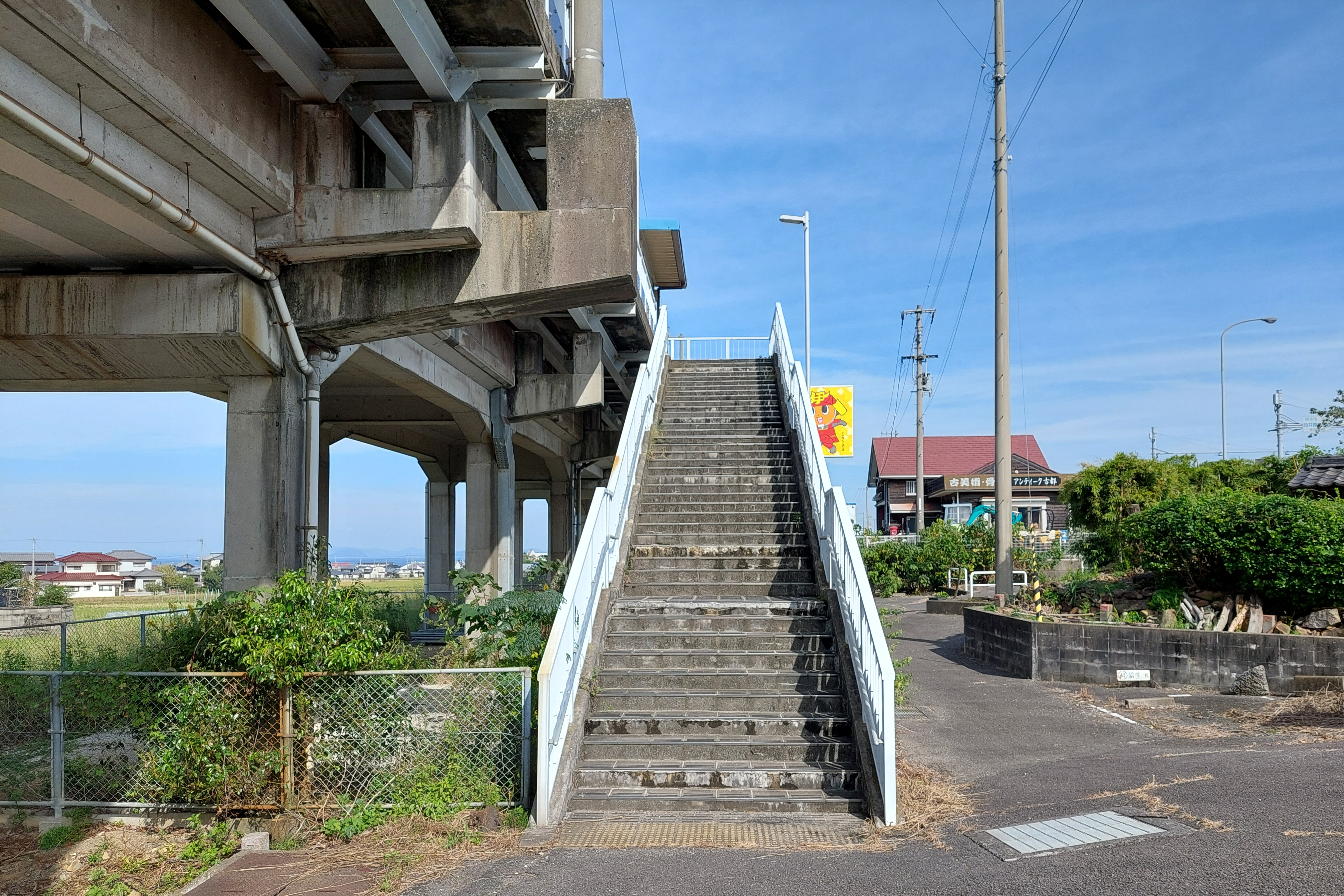
階段（2024年10月）
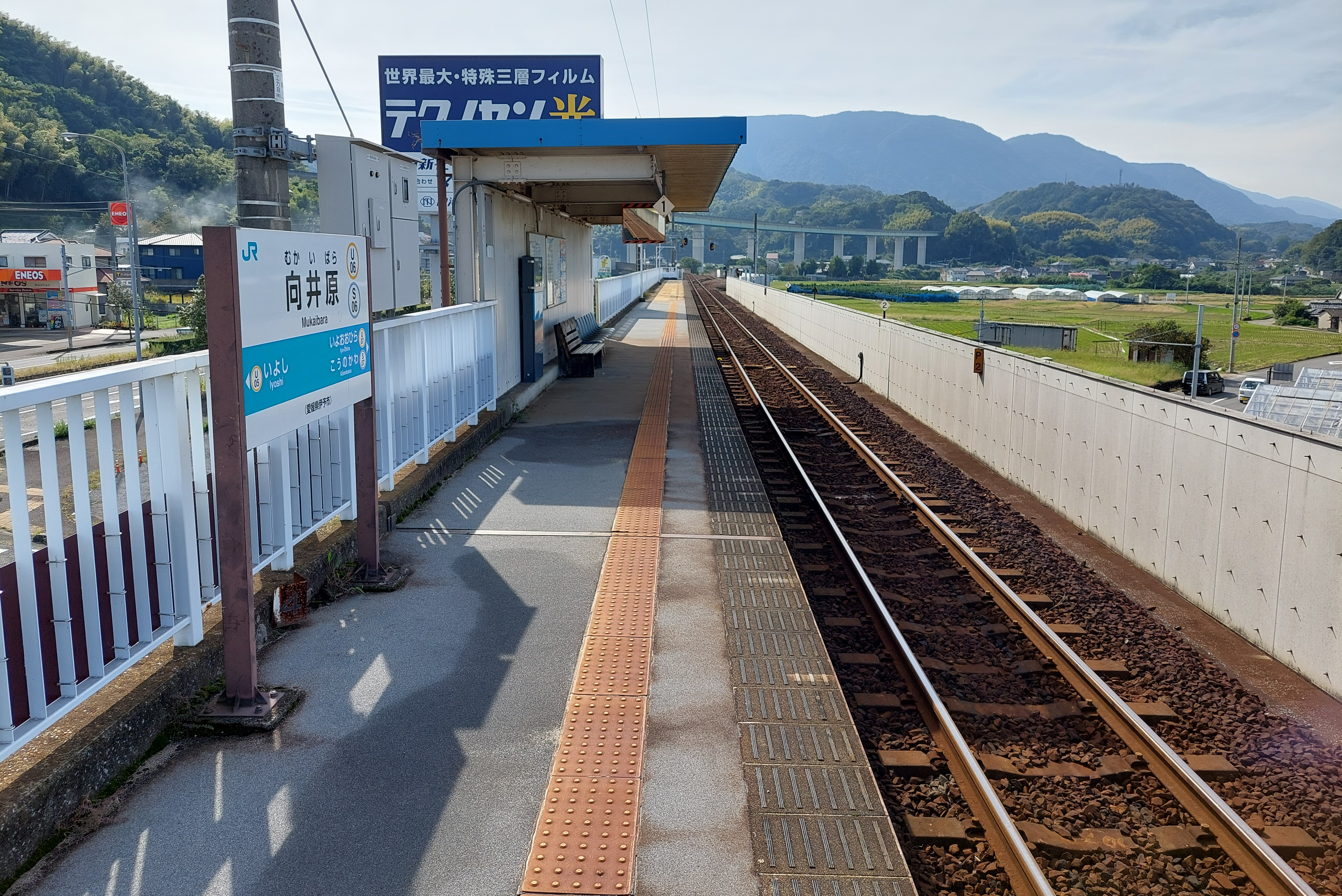
プラットホーム（2024年10月）

### 線路配置
從松山方向開車的列車，當離開本站後，新線會通過轉轍器一直保持在架空路段並向左行，一直至內子後再接駁至原有的內子線再駛至伊予大洲；由於較晚修築的予讚新線－內子線擁有較平直的線型與較短的距離，因此通車後所有行駛予讚線的特急列車皆改走新線；至於原來的舊線（即現時暱稱為「有愛伊予灘線」）則很快經過轉轍器後、沿右端返回地面再接駁回原來的路軌。

## 歷史
- 1963年10月1日：設站。
- 1986年3月3日：向井原～內子之間的新線通車，向井原變成路線分歧站，車站本身也改建為高架站。
- 1987年4月1日：國鐵分割民營化，本站的經營由JR四國繼承。

## 利用狀況
以下資料出自伊予市統計書。該統計書每隔五年出版一次。
| 上下車人數推算 | 上下車人數推算 | 上下車人數推算 |
| 年度           | 1日平均人數    | 出處           |
| -------------- | -------------- | -------------- |
| 2005           | 72             | [ 統計 1 ]     |
| 2006           | 62             | [ 統計 1 ]     |
| 2007           | 128            | [ 統計 2 ]     |
| 2008           | 118            | [ 統計 2 ]     |
| 2009           | 102            | [ 統計 2 ]     |
| 2010           | 102            | [ 統計 2 ]     |
| 2011           | 110            | [ 統計 2 ]     |
| 2012           | 112            | [ 統計 3 ]     |
| 2013           | 130            | [ 統計 3 ]     |
| 2014           | 122            | [ 統計 3 ]     |
| 2015           | 126            | [ 統計 3 ]     |
| 2016           | 110            | [ 統計 3 ]     |
| 2017           | 100            | [ 統計 4 ]     |
| 2018           | 90             | [ 統計 4 ]     |
| 2019           | 90             | [ 統計 4 ]     |
| 2020           | 70             | [ 統計 4 ]     |
| 2021           | 82             | [ 統計 4 ]     |

## 相鄰車站
四國旅客鐵道（JR四國）
■予讚線
■特急「宇和海」
通過
■普通
伊予市（U05）－向井原（U06、S06）－伊予大平（S07）
■予讚線（有愛伊予灘線，伊予長濱方向）
■旅遊列車「伊予灘物語」
通過
■普通
伊予市（U05）－向井原（U06、S06）－高野川（U07）
此站與高野川站之間曾經存在三秋信號場（1986年廢除）。

### 統計資料
1. ↑  以上資料只計算乘車人數。
2. ↑   (PDF).   [2025-07-25]. （原始内容存档 (PDF)于2024-12-10）.
3. ↑   (PDF).   [2025-07-25]. （原始内容存档 (PDF)于2023-02-04）.
4. ↑  10. 運輸・通信 —　いよしの統計（令和4年度版）

## 外部連結
- JR四國向井原站

33°44′10″N 132°41′45″E / 33.73611°N 132.69583°E